# Ryszard Frąckiewicz (dyplomata)
Ryszard Frąckiewicz (ur. 22 kwietnia 1931 we wsi Sielec, zm. 1 kwietnia 2022) – polski dyplomata; ambasador w Australii (1978–1983) i Japonii (1986–1991).

## Życiorys
Ryszard Frąckiewicz w 1952 ukończył studia ekonomiczne w Szkole Głównej Planowania i Statystyki. Był uczniem Oskara Langego. Bezpośrednio po studiach pracował jako dziennikarz specjalizujący się w sprawach międzynarodowych. Dyrektor departamentu w Ministerstwie Spraw Zagranicznych od 1964 do 1969, od 6 grudnia 1973 do 1978 (Centrum Informacji) oraz od 1983 do 1987. Dwukrotnie przebywał na placówce w Waszyngtonie – ok. 1960–1964 na stanowisku ds. prasy oraz ok. 1970–1973, w tym od 13 lipca do 23 grudnia 1971 jako chargé d’affaires. Od 27 kwietnia 1978 ambasador w Australii, akredytowany także w Nowej Zelandii. Od listopada 1986 do 1991 ambasador w Japonii. Następnie przeszedł na emeryturę.
Żonaty. Jego ojciec zginął w czasie II wojny światowej. Członek Związku Młodzieży Polskiej oraz od 1953 Polskiej Zjednoczonej Partii Robotniczej (w latach 1966–1968 członek egzekutywy Komitetu Zakładowego Podstawowej Organizacji Partyjnej PZPR w MSZ) oraz Stowarzyszenia Euro-Atlantyckiego.
Pochowany na cmentarzu w Pyrach.